# Amt Hohenwestedt-Land
La comunità amministrativa di Hohenwestedt-Land (Amt Hohenwestedt-Land) si trovava nel circondario di Rendsburg-Eckernförde nello Schleswig-Holstein, in Germania.
A partire dal 1º gennaio 2012 i comuni che ne facevano parte si sono uniti con i comuni delle comunità amministrative di Aukrug e Hanerau-Hademarschen e con il comune di Hohenwestedt per costituire la comunità amministrativa Mittelholstein.

## Suddivisione
Comprendeva i comuni di Beringstedt, Grauel, Heinkenborstel, Jahrsdorf, Meezen, Mörel, Nienborstel, Nindorf, Osterstedt, Rade bei Hohenwestedt, Remmels, Tappendorf, Todenbüttel e Wapelfeld
Il capoluogo era Hohenwestedt, esterna al territorio della comunità amministrativa.